# Търси се спомен
Търси се спомен е български филм (късометражен, драма). Режисьор на филма е Рангел Вълчанов, сценарият е на Иван Стоянович, с участието на Виктор Чичов и Рангел Вълчанов. Продължителността му е 21 минути. Някои източници посочват като година на създаването 1964 година, докато други - 1963 г. Действието се развива на брега на морето с носталгия по отминалото лято и спомена за любовта. Показан е по БНТ през 1991 година.